# 포에버 더 시키스트 키즈
포에버 더 시키스트 키즈(Forever the Sickest Kids)는 미국의 팝 펑크 밴드이다.

## 디스코그래피
- Underdog Alma Mater (2008)
- Forever the Sickest Kids (2011)